# Spiraeopsis
Spiraeopsis ist eine Pflanzengattung aus der Familie der Cunoniaceae.

## Beschreibung
Alle Spiraeopsis-Arten sind Bäume. Die Blätter sind unpaarig gefiedert. Die Behaarung aus rundlich-drüsigen Trichomen ist sternförmig arrangiert. 
Die Blütenstände sind achselbürtige, oft besonders große Rispen, die Blüten öffnen sich gleichzeitig. Der Diskus ist in mehrere Abschnitte unterteilt, der Fruchtknoten besteht aus zwei bis fünf verwachsenen Fruchtblättern. 
Die Blüten sind protandrisch, ungestielt oder fast ungestielt, die Nektarien sind segmentiert. 
Die Früchte sind Kapseln mit kleinen, geflügelten Samen.

## Verbreitung
Die Gattung ist im Osten Malesiens und auf den Salomonen-Inseln beheimatet.

## Systematik
Die Gattung besteht aus vier Arten, darunter:
- Spiraeopsis myriantha
- Spiraeopsis celebica

## Nachweise
- J.C. Bradford, H.C. Fortune Hopkins, R.W. Barnes: Cunoniaceae In: Klaus Kubitzki (Hrsg.): The Families and Genera of Vascular Plants - Volume VI - Flowering Plants - Dicotyledons - Celastrales, Oxalidales, Rosales, Cornales, Ericales, 2004, S. 91–111